# Однополые браки во Франции
Однополые браки во Франции были узаконены 18 мая 2013 года. Вступивший в этот день в силу закон дал однополым супругам также право на усыновление детей. Параллельно однополые пары (также как и разнополые) уже с 1999 года во Франции могут заключать «облегчённую версию брака» — так называемый гражданский договор солидарности.

## Общественное мнение и оппозиция

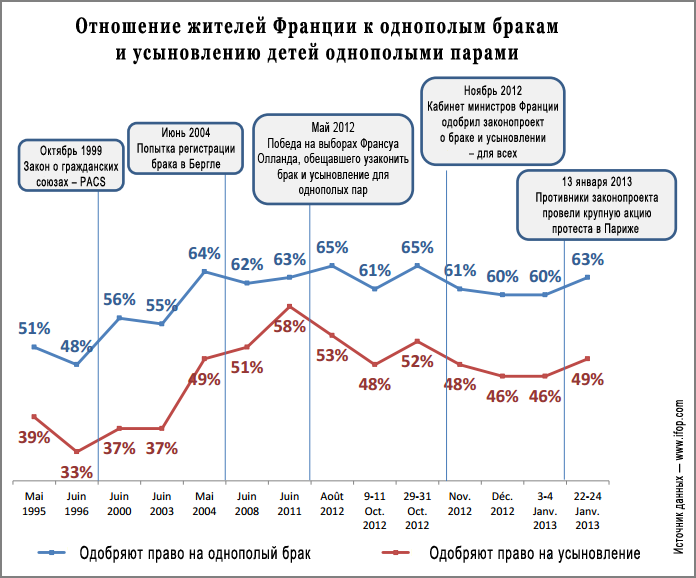
Рост поддержки однополых браков и усыновления во Франции

Президент страны Франсуа Олланд считал легализацию однополых браков одним из важнейших пунктов своей программы социальных реформ. Согласно опросам общественного мнения, легализацию однополых браков поддерживало около 60 % населения Франции, а усыновление детей однополыми парами — около половины жителей страны.
Уже с 1999 года во Франции действует так называемый гражданский договор солидарности — договор между двумя партнёрами любого пола о создании гражданского партнёрства — облегчённой версии брака с минимальным набором прав и обязанностей по отношению друг к другу. Однако французские социалисты выступили за предоставление однополым парам доступа и к полноценным бракам с возможностью усыновления детей.
Представители правой оппозиции и Католическая церковь резко осудили инициативу социалистов о введении однополых браков. Особое противоречие со стороны противников законопроекта вызвало разрешение однополым супругам усыновлять детей. Против усыновлений выступали ряд активистов Национального фронта (хотя сама партия официально не выразила однозначной позиции), «Союз за народное движение», раньше возглавляемый экс-президентом Николя Саркози, а также Католическая церковь.
Объединение «Манифестация для всех», выступающее против однополых браков, несколько раз проводило масштабные акции протеста, в которых принимали участие десятки и сотни тысяч человек Сторонники однополых браков также неоднократно проводили многотысячные митинги в поддержку законопроекта.

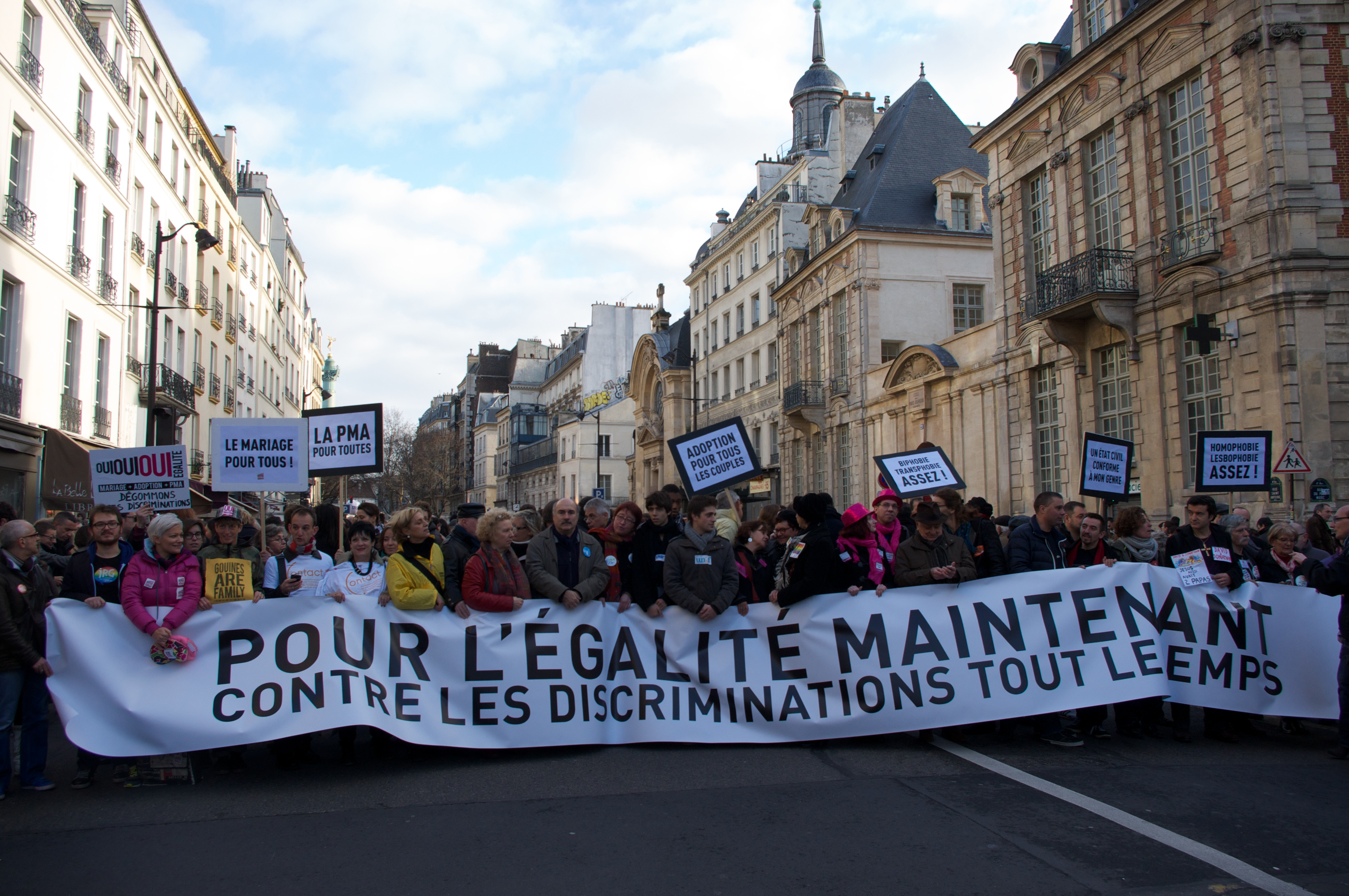
Митинг в поддержку однополых браков в Париже 16 февраля 2012 года
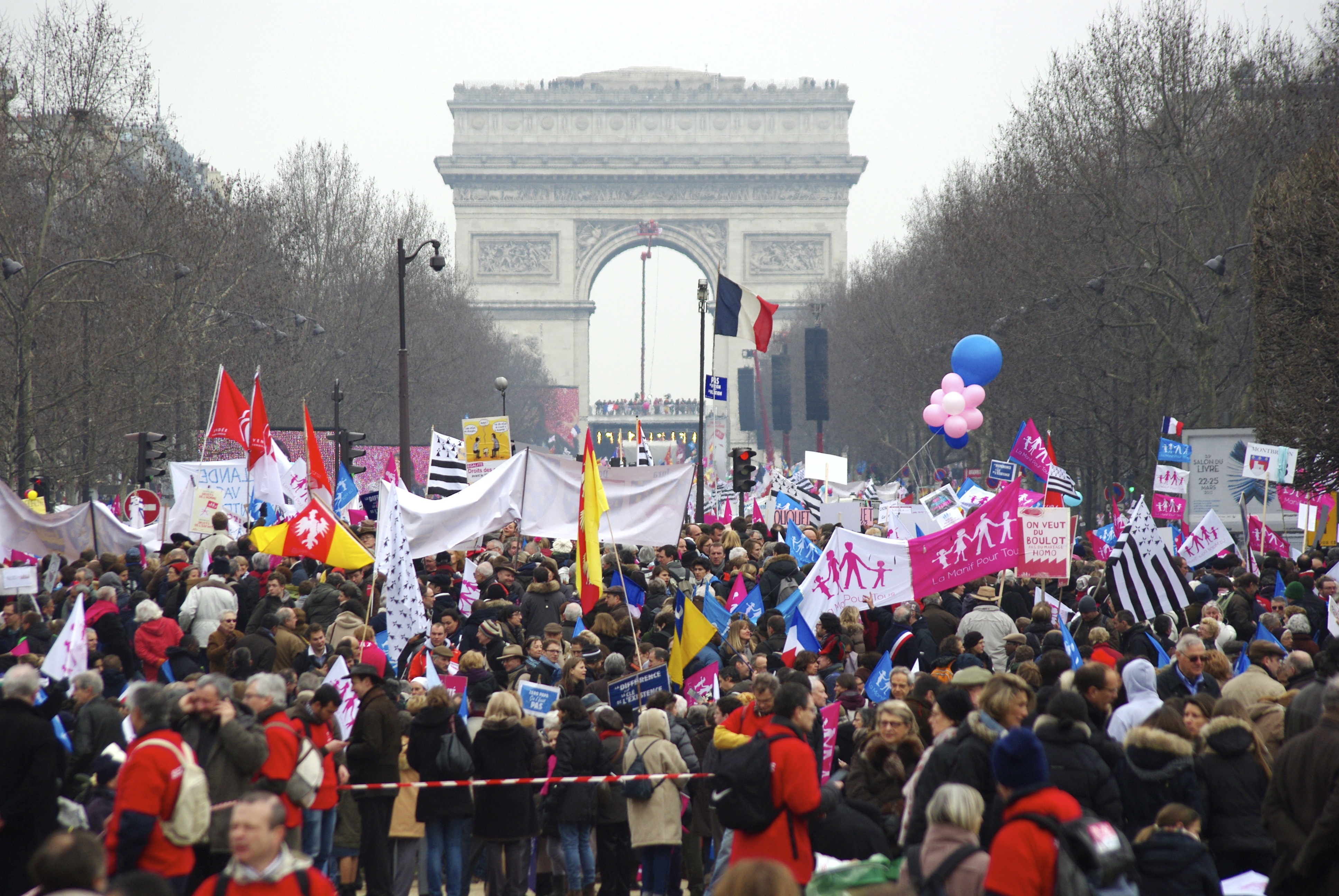
Протесты против однополых браков в Париже 24 марта 2013 года
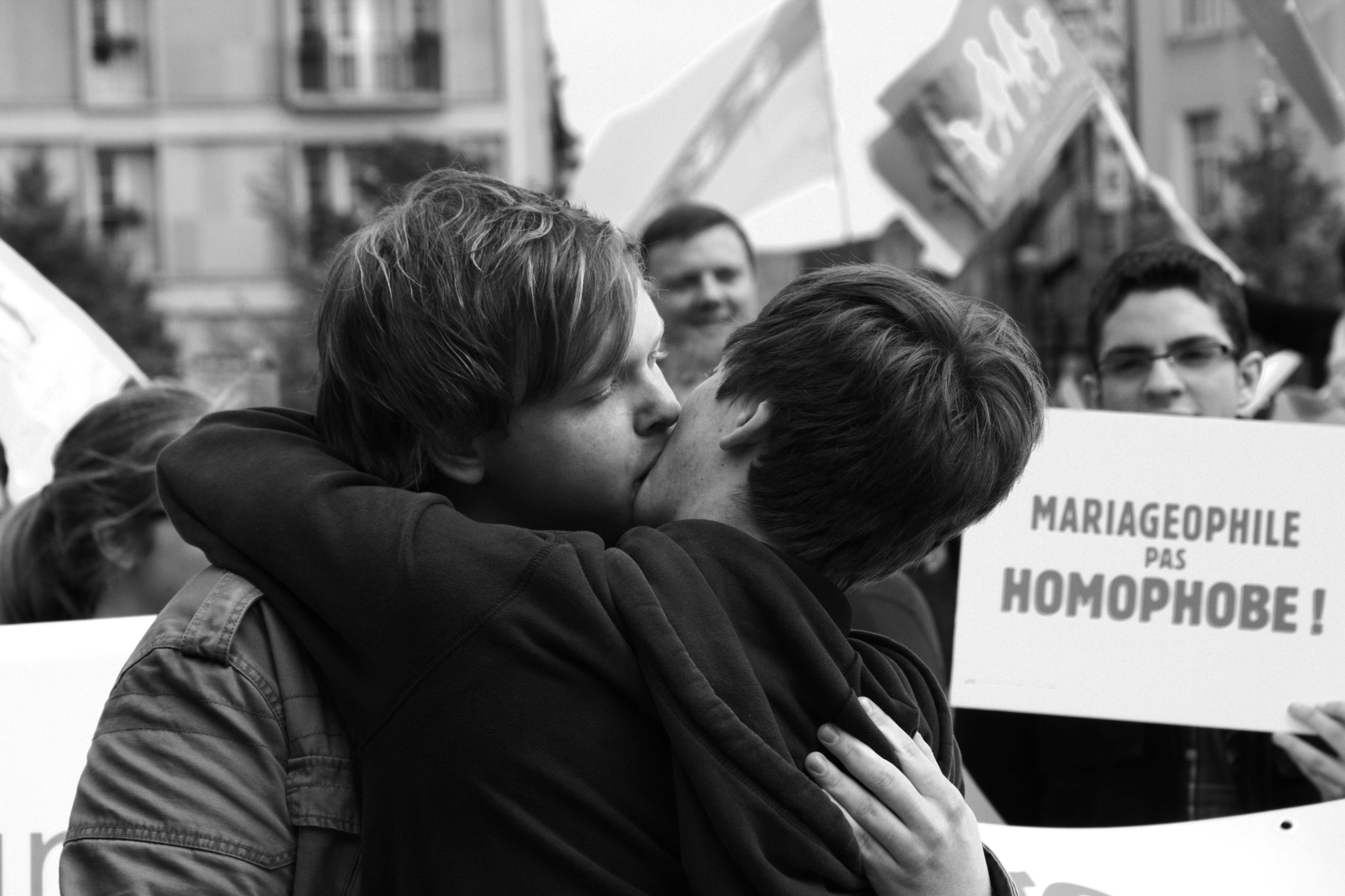
Флешмоб во время демонстрации против однополых браков в Страсбурге, 4 мая 2013 года
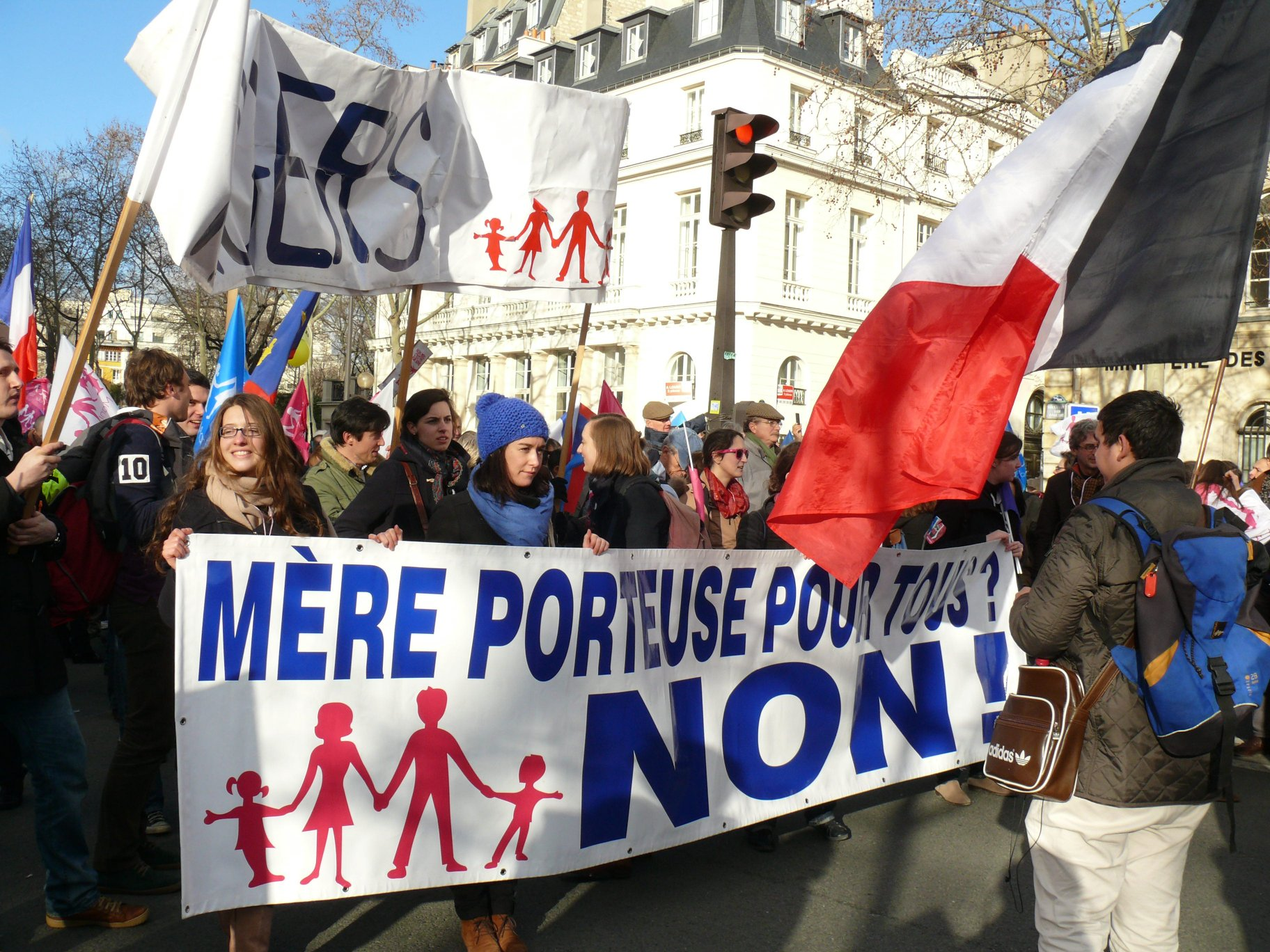
«Манифистация для всех», Париж, 2 февраля 2014 года

Обсуждение законопроекта в парламенте и массовые протесты вызвали вспышку агрессии по отношению к французским гомосексуалам, что привело к росту числа насилия на почве гомофобии.

## История принятия законопроекта

### Голосование в Национальном собрании
Национальное собрание Франции (нижняя палата парламента) 12 февраля 2013 года приняла законопроект «Брак для всех» в первом чтении 329 голосами против 229.
| Блок                                                                          | За  | Против | Воздерж. | Голосовало/Всего |
| ----------------------------------------------------------------------------- | --- | ------ | -------- | ---------------- |
| Социалистический блок (социалисты, республиканское и гражданское движение)    | 283 | 4      | 5        | 292/295          |
| Экологический блок                                                            | 17  | 0      | 0        | 17/17            |
| Блок радикалов, республиканцев и демократов (левые радикалы, демократы и др.) | 13  | 2      | 0        | 15/16            |
|                                                                               |     |        |          |                  |
| Союз за народное движение                                                     | 3   | 187    | 5        | 195/196          |
| Союз демократов и независимых (Новый центр, Радикальная партия и др.)         | 4   | 25     | 0        | 29/29            |
|                                                                               |     |        |          |                  |
| Блок левых демократов и республиканцев (коммунисты, левые и др.)              | 9   | 4      | 0        | 13/15            |
| Независимые парламентарии                                                     | 0   | 7      | 0        | 7/7              |
|                                                                               |     |        |          |                  |
| Итого                                                                         | 329 | 229    | 10       | 568/575          |

### Голосование в Сенате
Сенат Франции (верхняя палата французского парламента) 9 апреля 2013 года в первом чтении одобрил самую важную часть законопроекта — первую статью, непосредственно закрепляющую право однополых пар заключать брачный союз. За данную статью проголосовали 179 сенаторов, против — 157. За утверждение первой статьи проголосовали социалисты, коммунисты и левые радикалы. Правые и правоцентристы проголосовали против.
Уже 12 апреля законопроект был утверждён окончательно, в том числе и та его часть, которая разрешает однополым супругам усыновлять детей.

### Второе чтение в Национальном собрании
Согласно французским законам, после принятия законопроекта в Сенате он должен быть вновь рассмотрен в Национальном собрании (нижней палате парламента), депутаты которого и должны принять окончательное решение.
Второе чтение законопроекта в нижней палате состоялось 23 апреля 2013 года. Национальное собрание в окончательном чтении 331 голосами «за» и 225 — «против» полностью одобрило закон, разрешающий однополым парам заключать браки и усыновлять детей. Основная часть сенаторов, проголосовавших против закона — представители умеренно-консервативного Союза за народное движение

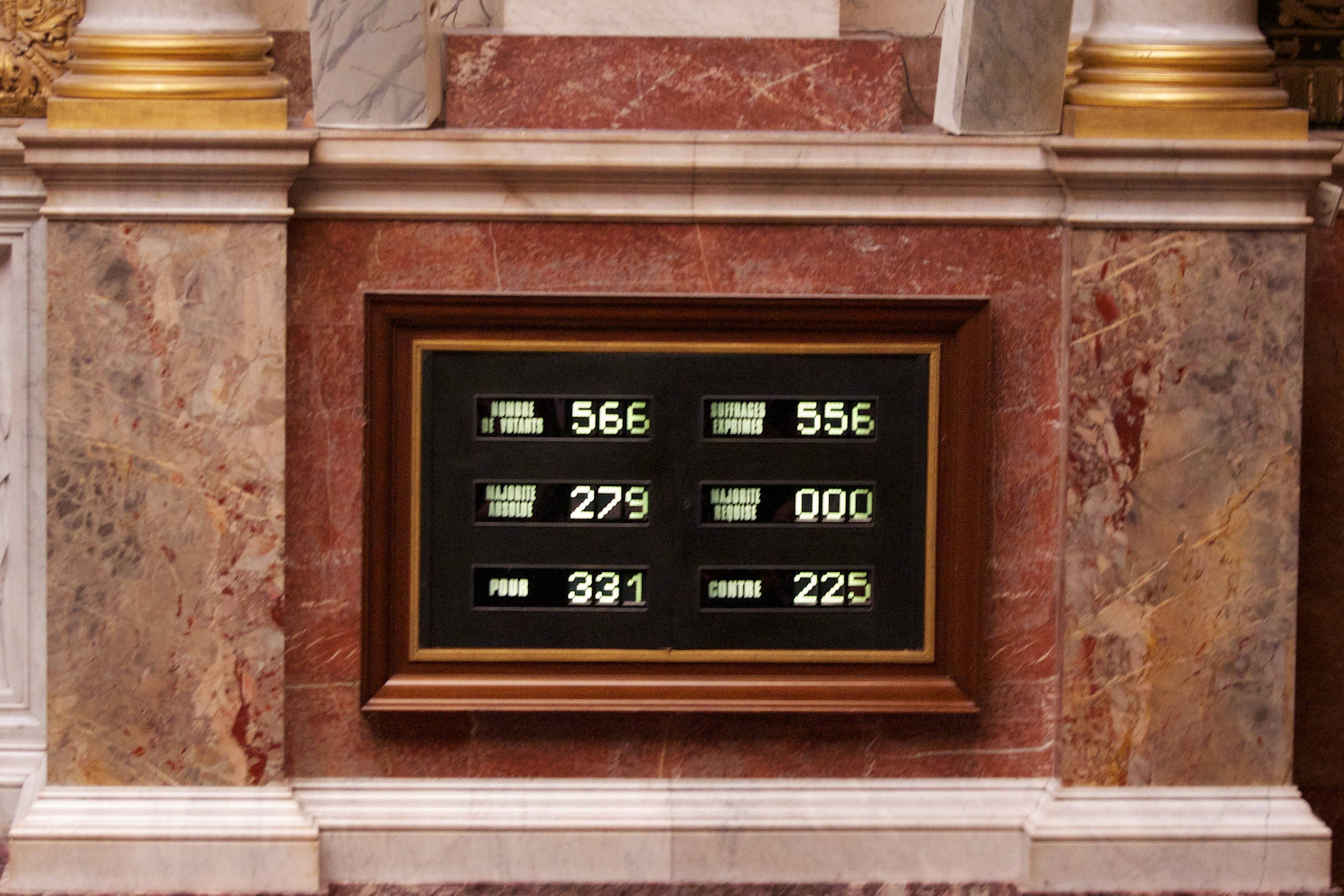
Результаты голосования 23 апреля 2013 года

| Блок                                                                          | За  | Против | Воздерж. | Голосовало/Всего |
| ----------------------------------------------------------------------------- | --- | ------ | -------- | ---------------- |
| Социалистический блок (социалисты, республиканское и гражданское движение)    | 281 | 4      | 4        | 289/292          |
| Экологический блок                                                            | 17  | 0      | 0        | 17/17            |
| Блок радикалов, республиканцев и демократов (левые радикалы, демократы и др.) | 13  | 2      | 0        | 15/16            |
|                                                                               |     |        |          |                  |
| Союз за народное движение                                                     | 6   | 183    | 5        | 194/196          |
| Союз демократов и независимых (Новый центр, Радикальная партия и др.)         | 5   | 25     | 0        | 30/30            |
|                                                                               |     |        |          |                  |
| Блок левых демократов и республиканцев (коммунисты, левые и др.)              | 9   | 4      | 1        | 14/15            |
| Независимые парламентарии                                                     | 0   | 7      | 0        | 7/8              |
|                                                                               |     |        |          |                  |
| Итого                                                                         | 331 | 225    | 10       | 566/575          |

### Окончательное утверждение закона
После окончательного принятия закона группа сенаторов, представляющих оппозиционные партии, подала обращение в Конституционный совет страны для проверки принятого законопроекта на соответствие Конституции Франции. По убеждениям этой группы сенаторов, данный законопроект противоречит действующим нормам международного гражданского права. Кроме того, по их мнению, определение брака не может быть изменено посредством принятия обычного закона.
Конституционный совет Франции 17 мая 2013 года отклонил иск, поданный Союзом народного движения, не усмотрев в законе противоречий конституционным принципам, основным правам и свободам личности и национальному суверенитету Франции. В отношении усыновления Конституционный совет подчеркнул, что закон признаёт такое право в принципе, однако не означает, что все однополые пары гарантированно получат это право, так как каждый случай усыновления рассматривается индивидуально и решение всегда принимается, исходя из интересов ребёнка.
Президент Франции Франсуа Олланд, который всегда поддерживал однополые браки, немедленно подписал законопроект, придав ему законную силу. Текст закона был опубликован 18 мая в официальном вестнике Journal officiel de la République française и вступил в силу через 10 дней после его опубликования. Первый такой брак заключили Венсан Отан и Брюно Буало в Монпелье.

## Статистика
Данные Национального института статистики и экономических исследований Франции о количестве заключенных однополых браков в стране с 2013 года:
| Год  | Число однополых браков | Общее число браков | Доля однополых браков |
| ---- | ---------------------- | ------------------ | --------------------- |
| 2013 | 7367                   | 238592             | 3,09%                 |
| 2014 | 10522                  | 241292             | 4,36%                 |
| 2015 | 7751                   | 236316             | 3,28%                 |
| 2016 | 7113                   | 232725             | 3,06%                 |
| 2017 | 7244                   | 233915             | 3,10%                 |
| 2018 | 6386                   | 234735             | 2,72%                 |

Средний возраст вступающих в однополый брак людей: 49,8 для мужчин и 43,0 для женщин в 2013 году, 44,2 для мужчин и 39,8 для женщин в 2016 году.
В начале 2011 года из 32 млн людей, живущих в союзе, около 200 тысяч жили в однополом союзе, что составляло 0,6% от всех пар. Шесть из десяти однополых пар являлись мужскими. 43% однополых союзов — гражданские партнёрства. По оценке Insee, в 2017 году около 250 тысяч человек (0,8% от всех сожительствующих пар) жили в однополом союзе, что больше, чем в 2011 году.